# Danza (häst)
Danza, född 17 april 2011, död 23 juni 2021, var ett engelskt fullblod, mest känd för att ha segrat i Arkansas Derby (2014).

## Bakgrund
Danza var en fuxhingst efter Street Boss och under Champagne Royale (efter French Deputy). Han föddes upp av Liberation Farm & Brandywine Farm 2011. Han tränades under sin tävlingskarriär av Todd A. Pletcher.

## Karriär
Danza tävlade mellan 2013 och 2014. Under tävlingskarriären sprang han in totalt in 866 428 dollar på 5 starter, varav 2 segrar och 3 tredjeplatser. Han tog karriärens största segrar i Arkansas Derby (2014). Bland hans större meriter räknas även tredjeplatsen i Kentucky Derby (2014).
Danza gjorde tävlingsdebut den 12 juli 2013 i ett maidenlöp på Belmont Park, där han segrade direkt. Han skulle inte segra igen förrän den 12 april 2014, då han segrade i grupp 1-löpet Arkansas Derby. Danzas gjorde sitt sista löp den 3 maj 2014, då han slutade på tredje plats i Kentucky Derby.
Danza avled av en hjärtinfarkt den 23 juni 2021.